# Jorge González (danseur)
Pour l’article homonyme, voir Jorge González.
 (mai 2018).
Si vous disposez d'ouvrages ou d'articles de référence ou si vous connaissez des sites web de qualité traitant du thème abordé ici, merci de compléter l'article en donnant les références utiles à sa vérifiabilité et en les liant à la section « Notes et références ».
Jorge González, de son vrai nom Jorge Alexis González Madrigal Varona Vila, né le 11 août 1967 à Sancti Spíritus, est un danseur, chorégraphe, styliste,  mannequin, conseiller en image, producteur et écrivain cubano-allemand.

## Biographie
Jorge est né de parents cubains en 1967. Il a quitté Cuba à l'âge de 17 ans pour étudier l'écologie radio à l'Université Comenius de Bratislava en Slovaquie à cause de son homosexualité,. Il a obtenu son diplôme en 1991. Pendant ses études, il a occupé différents postes de mannequin, en particulier à Prague. Il s'installe ensuite à Hambourg et travaille depuis comme styliste, conseiller en image et chorégraphe de défilés de mode. Dans ce dernier poste, il a déjà travaillé pour divers designers tels que Laura Biagiotti et Vivienne Westwood. Depuis 2011, il détient la double nationalité.

## Carrière professionnelle
En 2009, González a succédé à Bruce Darnell en tant que chorégraphe et formateur de l'émission Germany's Next Topmodel sous la direction de Heidi Klum. Son apparence extravagante et ses vêtements inhabituels ont attiré l'attention des médias en peu de temps. Le Frankfurter Allgemeine Zeitung, par exemple, a appelé González "l'étoile secrète" du programme et l'a décrit comme "La chair de la chaussure haute". En 2010, il a enregistré un single musical intitulé Chicas Walk, qui est sorti sous le label du Ministère du son. En 2011 et 2012, il a conçu quatre collections "Chicas Walk - Party & Glamour" pour le commerce en ligne en collaboration avec la maison de couture Bonprix. En mars 2012, il a été invité dans deux épisodes de Telenovela Anna et Love et en octobre 2012 dans la série de ZDF "Notruf Hafenkante".
En 2012 et 2013, il a fait la promotion d'un produit d'épilation et a conçu les costumes pour le spectacle de danse cubain Ballet Revolución. Depuis 2013, il est membre du jury de l'émission Let's Dance et anime le programme E ! Factor de Jorge González sur la chaîne E ! Entertainment Television. En juillet 2014, il a animé sa propre émission "Chica Walk Academy de Jorge González" sur VOX. En 2015, il est devenu membre du jury du spin-off Let's Dance Stepping Out. En janvier 2016, il a été invité à l'émission WDR Zimmer frei !. En janvier 2017, il est devenu membre de l'équipe Boulevard dans le duel des étoiles - le Sat.1 Celebrity Arena. Il publie une collection de parfums et en 2013 a été un témoignage pour les produits de coiffure d'un fabricant japonais.

## Animation
- Depuis 2009 : Germany's Next Topmodel, sur Prosieben : Chorégraphe
- Depuis 2013 : Let's Dance, sur RTL : Juge
- Depuis 2014 : Chica Walk Academy de Jorge Gondález, sur VOX : Créateur, producteur et animateur[7]
- Depuis 2015 : Stepping Out (en) (1re saison), sur RTL : Juge
- Depuis 2017 : Superpets : Animateur[8]

## Participation
- 2017 : Grill den Profi (de) (1re saison 5e épisode),, sur VOX : Candidat
- 2020 : Denn sie wissen nicht, was passiert! (de) (3e saison, 9e épisode), sur RTL : Candidat

## Nomination
- Deutscher Fernsehpreis - Best Entertainment Show